# 博尔滕哈根
博尔滕哈根是德国梅克伦堡-前波莫瑞州的一个市镇。总面积18.18平方公里，总人口2465人，其中男性1170人，女性1295人（2011年12月31日），人口密度136人/平方公里。